# Fuseau horaire
Pour les articles homonymes, voir Fuseau et horaire.
« Heure légale » redirige ici. Pour l'interpellation à domicile, voir Arrestation et Perquisition.

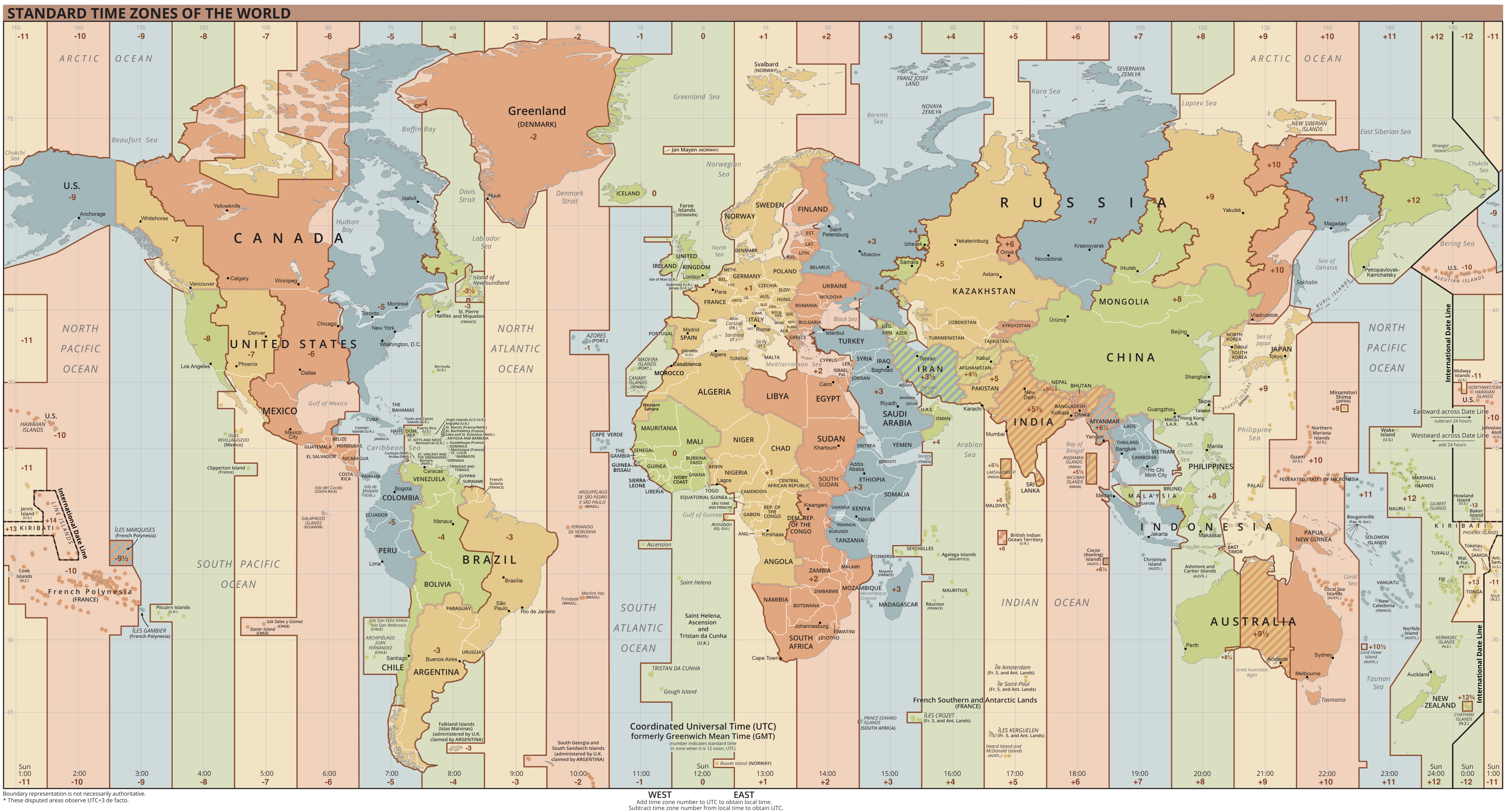
Fuseaux horaires usuels.

Un fuseau horaire est une zone de la surface terrestre qui observe une heure uniforme en tout lieu.
Pour des raisons pratiques, ces fuseaux ont tendance à suivre les frontières des pays ou de leurs subdivisions. Généralement, ils diffèrent du temps universel coordonné d'un nombre d'heures entiers, mais quelques-uns sont décalés de 30 ou 45 minutes. Aux latitudes élevées, certains pays font en plus usage d'une heure d'été pendant une partie de l'année, modifiant ainsi leur fuseau horaire.

## Fuseaux horaires usuels

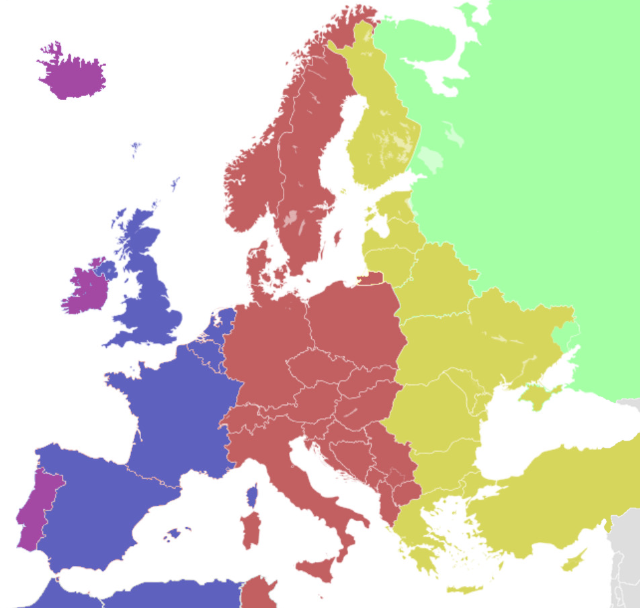
Fuseaux horaires hypothétiques en Europe si chaque pays appliquait systématiquement l’heure solaire moyenne de là où se trouve la partie principale du pays.

Les États définissent l'heure locale sur leur territoire à l'aide d'un décalage fixe par rapport au temps universel coordonné (UTC). Ce décalage est le plus souvent égal à un nombre entier d'heures, mais certains pays emploient un décalage à la demi-heure, voire au quart d'heure.
De façon générale, les pays tendent à utiliser un fuseau horaire de telle façon que l'heure solaire moyenne sur leur territoire ne soit pas trop éloignée de l'heure légale (c'est-à-dire, par exemple, pour que le midi solaire ne soit pas trop éloigné du midi légal). Ce principe connaît cependant de nombreuses exceptions :
- Un pays peut volontairement réduire le nombre de fuseaux horaires sur son territoire. Il peut ainsi fixer la limite d'un fuseau sur celle de son territoire : c'est le cas de la Suède à l'est du pays. À l'extrême, certains pays peuvent même, bien que recouvrant une plage très étendue de longitudes, adopter une seule et unique heure légale : c'est le cas notamment de la Chine qui s'est placée en entier dans le fuseau UTC+8.
- Certains pays de taille étendue (Australie, Brésil, Canada, RD Congo, États-Unis, Indonésie, Russie, etc.) sont divisés arbitrairement en plusieurs fuseaux horaires de tailles variables : leurs limites peuvent ainsi se trouver franchement décalées par rapport à celles qui rapprocheraient l'heure légale de l'heure solaire. C'est également le cas de certaines dépendances éloignées, comme les DROM-COM français, les Açores portugaises, etc.
- Un pays peut adopter une heure autre que celle qui lui serait destinée a priori. C'est le cas de l'Espagne continentale ou de la France métropolitaine qui sont à l'heure de l'Europe centrale (UTC+1), donc en avance d'une heure sur UTC+0, le fuseau dans lequel se trouverait la plus grande partie de leur territoire si la priorité était donnée à la proximité avec l'heure solaire. Ainsi, toute la France métropolitaine sauf l'extrême est (Alsace, Corse) possède une heure légale — en-dehors de l'heure d'été — décalée de plus d'une demi-heure par rapport à l'heure solaire locale. Cela est dû à l'adoption par la France de l'heure allemande lors de l'Occupation de la France par l'Allemagne, adoption qui n'a jamais été remise en question depuis[1]. L'heure légale en hiver en Espagne continentale (sauf en Catalogne) est décalée de plus d'une heure par rapport à l'heure solaire, et même plus d'une heure et demie à l'extrême ouest (Galice). Cela est dû à l'adoption par l'Espagne de l'heure allemande durant le franquisme, adoption qui n'a jamais été remise en question depuis[1]. Il s'y ajoute une heure de décalage supplémentaire à l'heure d'été.
- Certains pays ont choisi une heure ne correspondant pas à un décalage entier avec UTC. Il s'agit en général d'un décalage d'un nombre entier de demi-heures (Iran à UTC+3:30, Afghanistan à UTC+4:30, Inde et Sri Lanka à UTC+5:30 ou Australie centrale à UTC+10:30), voire de quarts d'heure dans les cas du Népal à UTC+5:45 et des Îles Chatham (Nouvelle Zélande) à UTC+12:45.
- Une partie du monde applique un système d'heure d'été et d’heure d'hiver, créé pour réaliser des économies d'énergie. L'heure légale peut ainsi, pendant plusieurs mois de l'année, se trouver largement décalée par rapport à l'heure du fuseau initial. Ainsi, à l'heure d'été, l'heure légale en France et en Espagne est décalée par rapport à l'heure solaire d'une heure de plus qui s'ajoute au décalage dû à leur position géographique. Lorsque deux pays sont dans le même hémisphère, si le décalage a lieu à la même date (ce qui est le cas au sein de l'Europe ou de l'Amérique du Nord, en revanche les deux continents changent d'heure avec une ou deux semaines d'écart), ils passent simultanément à l'heure d'hiver ou d'été, et conservent donc un décalage horaire constant ; en revanche, s'ils sont dans deux hémisphères différents, lorsque le décalage a lieu, l'un ajoute une heure (hiver vers été) tandis que dans le même temps l'autre en retranche une (été vers hiver), ce qui a pour effet d'accroître ou de diminuer leur décalage horaire (selon leurs longitudes respectives).

Toutes ces modifications donnent une forme originale aux fuseaux horaires, parfois enflée ou effilée, découlant d'un découpage par zones.
À noter une particularité due à l'existence d'un décalage de 26 heures entre les fuseaux UTC-12 et UTC+14 : chaque jour pendant deux heures, il existe trois dates simultanément dans le monde. Ainsi, lorsqu'il est 10 heures UTC un lundi, il est 0 heure (UTC+14) le mardi sur les îles de la Ligne des Kiribati, et 22 heures (UTC-12) le dimanche sur l'île Baker (USA). Deux heures plus tard, celle-ci passe au lundi et seules deux dates coexistent.
De façon simple, un fuseau horaire peut être écrit sous la forme UTC+X ou UTC-Y, où « X » et « Y » représentent le décalage du fuseau par rapport à UTC. Les exemples suivants donnent des exemples de variation de l'heure locale suivant plusieurs fuseaux horaires lorsqu'il est 12:00 UTC et en hiver :
- Los Angeles, États-Unis (UTC-8) : 04:00
- Chicago, États-Unis (UTC-6) : 06:00
- New York, États-Unis (UTC-5) : 07:00
- Halifax, Canada (UTC-4) : 08:00
- Londres, Royaume-Uni (UTC±0) : 12:00
- Stockholm, Suède (UTC+1) : 13:00
- Le Cap, Afrique du Sud (UTC+2) : 14:00
- Mysore, Inde (UTC+5:30) : 17:30
- Katmandou, Népal (UTC+5:45) : 17:45
- Séoul, Corée du Sud (UTC+9) : 21:00
- Melbourne, Australie (UTC+10) : 22:00

Au total, l'ensemble des pays du globe utilise à l'heure actuelle 43 fuseaux ou zones horaires (en comptant UTC+8:45 qui n'est pas un fuseau officiel), dont 37 toute l'année, mais pas forcément par les mêmes pays : deux seulement à l'heure d'hiver boréale (UTC-3:30 et UTC+3:30), un uniquement à l'heure d'hiver australe (UTC+12:45), un exclusivement à l'heure d'été boréale (UTC-2:30), un dernier uniquement à l'heure d'été australe (UTC+13:45).

## Histoire

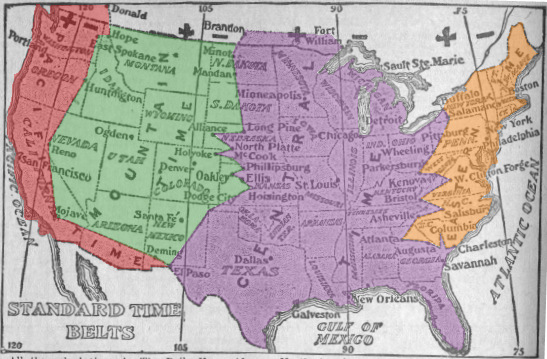
Carte présentant les fuseaux horaires américains en 1913, différents de ceux de nos jours.

Le temps moyen de Greenwich (Greenwich mean time en anglais, abrégé en GMT) fut établi en 1675, à la construction de l'Observatoire royal de Greenwich, afin d'aider les marins à déterminer leur longitude en mer. La première zone du monde possédant un temps uniforme fut instaurée par les chemins de fer britanniques le 1er décembre 1847, à l'aide de chronomètres synchronisés et transportés à la main. Vers le 23 août 1852, des signaux temporels furent transmis par télégraphe depuis l'Observatoire Royal. Vers 1855, environ 98 % des horloges publiques de Grande-Bretagne utilisaient GMT, mais celui-ci ne fut adopté comme heure légale que le 2 août 1880. Certaines horloges de cette période possèdent deux aiguilles des minutes : l'une pour l'heure locale, l'autre pour l'heure GMT.
Le système des fuseaux horaires a été proposé dès 1858 par le mathématicien italien Quirico Filopanti dans son ouvrage Miranda. Il y décrivait un premier fuseau centré sur le méridien de Rome. La subdivision en fuseaux permettrait de déterminer l'heure locale. Il était également prévu la création d'un temps universel qui aurait été utilisé comme référence uniquement dans l'astronomie et les communications télégraphiques. En suivant les idées de Filopanti, un système similaire a été proposé par l'ingénieur et géographe montréalais Sandford Fleming en 1876, avec le méridien de Greenwich comme origine des temps, la ligne de changement de date au méridien 180° (est et ouest), et en divisant le globe en 24 fuseaux horaires de même taille.
Le 2 novembre 1868, la Nouvelle-Zélande (alors colonie britannique) adopta officiellement une heure standard destinée à être observée dans toute la colonie, probablement le premier pays à le faire. Cette heure légale était basée sur la longitude 172° 30' Est de Greenwich, c'est-à-dire 11 heures et 30 minutes en avance sur GMT.
Aux États-Unis, la mesure du temps sur les chemins de fer du milieu du XIXe siècle était confuse. Chaque compagnie utilisait son propre standard, généralement basé sur son siège social ou un terminus important, et les horaires étaient publiés en concordance. Certaines jonctions importantes, partagées par plusieurs compagnies, possédaient une horloge distincte par chemin de fer, avec sa propre heure ; la gare centrale de Pittsburgh en Pennsylvanie, par exemple, utilisait six heures différentes.
Vers 1863, Charles F. Dowd proposa un système standard de fuseaux horaires pour les chemins de fer américains, bien qu'il ne publiât rien sur le sujet à ce moment-là et ne consultât les officiels des chemins de fer que vers 1869. En 1870, il imagina quatre fuseaux idéaux aux frontières droites, le premier centré sur Washington. En 1872, le premier était centré sur le méridien 75° W de Greenwich et possédait des frontières géographiques (par exemple, des sections des Appalaches). Le système de Dowd ne fut pas accepté par les compagnies des chemins de fer américains. À la place, les compagnies américaines et canadiennes mirent en place une version proposée par William F. Allen, le rédacteur en chef du Traveler's Official Railway Guide. Les frontières de ces zones passaient par les gares, souvent dans des villes importantes. Par exemple, la limite entre les zones orientale et centrale traversait Détroit, Buffalo, Pittsburgh, Atlanta et Charleston. Le système fut adopté le dimanche 18 novembre 1883, également appelé « journée des deux midis », lorsque l'horloge de chaque gare fut remise à l'heure du fuseau lorsque celle-ci atteignit midi. Les cinq zones furent nommées « intercoloniale, « orientale », « centrale », « des montagnes » et « pacifique ». Au bout d'un an, 95 % de toutes les villes de plus de 10 000 habitants (soit 200 villes) utilisaient ce système.
En 1876, le Canadien Sandford Fleming proposa de généraliser le principe au monde entier, en complément de sa proposition d'une horloge standard de 24 heures qui ne serait liée à aucun méridien. En 1879, il spécifia que son jour universel devrait débuter à l'anti-méridien de Greenwich (l'actuel 180e méridien) tout en concédant que des fuseaux horaires espacés d'une heure pouvaient avoir un intérêt local limité. Il continua la promotion de son système lors de conférences internationales ultérieures. En octobre 1884, la Conférence Internationale du Méridien n'adopta pas ses fuseaux, qui n'étaient pas dans son ordre du jour, mais adopta un temps universel de 24 heures, débutant à minuit à Greenwich.
Néanmoins, avant 1929, la plupart des pays adoptèrent des fuseaux horaires en décalage d'un nombre entier d'heures par rapport à GMT. Ainsi, alors que la loi française du 14 mars 1891 unifie l'heure sur l'ensemble de l'Hexagone en adoptant « l'heure légale temps moyen de Paris », celle du 9 mars 1911 impose le méridien de Greenwich, la France renonçant à imposer le méridien de Paris comme référence temporelle et point de départ des fuseaux horaires.

## Liste des fuseaux horaires dans le monde
|                                          |                                          |                                          |                                          |                                       |                                       |                                       |                                       |                                       |                                                                     |                                       | |                        |                                             |                        |                        |                              |                              |                              |                              |
|                                          |                                          |                                          |                                          |                                       |                                       |                                       |                                       |                                       |                                                                     |                                       | |                        |                                             |                        |                        |                              |                              |                              |                              |
|                                          |                                          |                                          |                                          |                                       |                                       |                                       |                                       |                                       |                                                                     |                                       | |                        |                                             |                        |                        |                              |                              |                              |                              |
| UTC−12:00... UTC−07:00                   | UTC−12:00... UTC−07:00                   | UTC−12:00... UTC−07:00                   | UTC−12:00... UTC−07:00                   | UTC−06:00... UTC−01:00                | UTC−06:00... UTC−01:00                | UTC−06:00... UTC−01:00                | UTC−06:00... UTC−01:00                | UTC±00:00... UTC+05:45                | UTC±00:00... UTC+05:45                                              | UTC±00:00... UTC+05:45                | UTC±00:00... UTC+05:45                                                                                        | UTC+06:00... UTC+11:30 | UTC+06:00... UTC+11:30                      | UTC+06:00... UTC+11:30 | UTC+06:00... UTC+11:30 | UTC+12:00... UTC+14:00       | UTC+12:00... UTC+14:00       | UTC+12:00... UTC+14:00       | UTC+12:00... UTC+14:00       |
| Océanie / Amérique du Nord / Antarctique | Océanie / Amérique du Nord / Antarctique | Océanie / Amérique du Nord / Antarctique | Océanie / Amérique du Nord / Antarctique | Amérique du Nord et Sud / Antarctique | Amérique du Nord et Sud / Antarctique | Amérique du Nord et Sud / Antarctique | Amérique du Nord et Sud / Antarctique | Europe / Afrique / Asie / Antarctique | Europe / Afrique / Asie / Antarctique                               | Europe / Afrique / Asie / Antarctique | Europe / Afrique / Asie / Antarctique                                                                         | Asie / Antarctique     | Asie / Antarctique                          | Asie / Antarctique     | Asie / Antarctique     | Asie / Océanie / Antarctique | Asie / Océanie / Antarctique | Asie / Océanie / Antarctique | Asie / Océanie / Antarctique |
| Sans heure d'été                         | Sans heure d'été                         | Avec heure d'été                         | Avec heure d'été                         | Sans heure d'été                      | Sans heure d'été                      | Avec heure d'été                      | Avec heure d'été                      | Sans heure d'été                      | Sans heure d'été                                                    | Avec heure d'été                      | Avec heure d'été                                                                                              | Sans heure d'été       | Sans heure d'été                            | Avec heure d'été       | Avec heure d'été       | Sans heure d'été             | Sans heure d'été             | Avec heure d'été             | Avec heure d'été             |
|                                          | −12:00                                   |                                          | −12:00 /−11:00 N : US-                   |                                       | −06:00                                |                                       | −06:00 /−05:00 N : US-, MX-           |                                       | ±00:00 IS                                                           |                                       | ±00:00 /+01:00 N: GB, IE, PT                                                                                  |                        | +06:00 RU-, KZ--                            |                        | +06:00 /+07:00         |                              | +12:00 KI-, RU-              |                              | +12:00 /+13:00 S: NZ-        |
|                                          |                                          |                                          |                                          |                                       |                                       |                                       |                                       |                                       |                                                                     |                                       | |                        | +06:30 MM                                   |                        |                        |                              |                              |                              |                              |
|                                          |                                          |                                          |                                          |                                       |                                       |                                       |                                       |                                       |                                                                     |                                       | |                        |                                             |                        |                        |                              | +12:45                       |                              | +12:45 /+13:45 S : NZ        |
|                                          | −11:00 US-                               |                                          | −11:00 /−10:00                           |                                       | −05:00 BO, CO, PA, PE                 |                                       | −05:00 /−04:00 N : CA-, CU, US-       |                                       | +01:00 TN, CG, CD-, DZ, NE, NG                                      |                                       | +01:00 /+02:00 N : AT, BA, BE, CH, CZ, DE, DK, ES-, FR, HR, HU, IT, LI, LU, MK, NL, NO, PL, SE, SI, SK S : NA |                        | +07:00 RU-, MN-, VN, LA, TH, KH, ID-        |                        | +07:00 /+08:00         |                              | +13:00 KI-                   |                              |                              |
|                                          | −10:00 US-                               |                                          | −10:00 /−09:00 US-                       |                                       | −04:00                                |                                       | −04:00 /−03:00 S : AQ-                |                                       | +02:00 Afrique : BI, BW, CD-, EG, LY, MW, MZ, RW, ZA, ZM, ZW        |                                       | +02:00 /+03:00 N : FI, EE, LV, LT, UA, BG, GR, MD, RO, TR                                                     |                        | +08:00 CN, HK, ID, MN-, MY, RU, PH, SG, TW, |                        | +08:00 /+09:00         |                              | +14:00 KI-                   |                              |                              |
|                                          |                                          |                                          |                                          |                                       | −03:30                                |                                       | −03:30 /−02:30 S: CA-                 |                                       |                                                                     |                                       | |                        | +08:30 KP                                   |                        |                        |                              |                              |                              |                              |
|                                          | −09:00                                   |                                          | −09:00 /−08:00 N : US-                   |                                       | −03:00 AR CL                          |                                       | −03:00 /−02:00 S : BR-                |                                       | +03:00 Europe : BY, RU-, Afrique : KE, SD, SO, SS, ER, Asie: IQ, SA |                                       | +03:00 /+04:00                                                                                                |                        | +09:00 RU-, JP, KR, ID-                     |                        | +09:00 /+10:00         |                              |                              |                              |                              |
|                                          |                                          |                                          |                                          |                                       |                                       |                                       |                                       |                                       | +03:30                                                              |                                       | +03:30 /+04:30 IR                                                                                             |                        | +09:30                                      |                        | +09:30 /+10:30 AU-     |                              |                              |                              |                              |
|                                          | −08:00                                   |                                          | −08:00 /−07:00 N : CA-, US-, MX-         |                                       | −02:00                                |                                       | −02:00 /−01:00                        |                                       | +04:00 RU-, GE                                                      |                                       | +04:00 /+05:00                                                                                                |                        | +10:00 RU-                                  |                        | +10:00 /+11:00         |                              |                              |                              |                              |
|                                          |                                          |                                          |                                          |                                       |                                       |                                       |                                       |                                       | +04:30 AF                                                           |                                       | |                        |                                             |                        |                        |                              |                              |                              |                              |
|                                          | −07:00 US-, MX-                          |                                          | −07:00 /−06:00 N : CA-, US-, MX-         |                                       | −01:00                                |                                       | −01:00 /±00:00                        |                                       | +05:00 KZ-, PK                                                      |                                       | +05:00 /+06:00                                                                                                |                        | +11:00 RU-                                  |                        | +11:00 /+12:00         |                              |                              |                              |                              |
|                                          |                                          |                                          |                                          |                                       |                                       |                                       |                                       |                                       | +05:30 IN                                                           |                                       | |                        | +11:30 NF                                   |                        |                        |                              |                              |                              |                              |
|                                          |                                          |                                          |                                          |                                       |                                       |                                       |                                       |                                       | +05:45 NP                                                           |                                       | |                        |                                             |                        |                        |                              |                              |                              |                              |

## Dénominations alphabétiques
À chaque fuseau entier entre -12 et +12 est associé une lettre, de A à M (sans passer par le J) pour les fuseaux de +1 à +12, de N à Y pour les fuseaux de -1 à -12, et Z pour le fuseau de référence. Ces lettres sont remplacées par un code phonétique, ce qui donne la correspondance suivante, en hiver :
| fuseau horaire | lettre | code phonétique      | décalage                | ville                                                                                            | région                   | pays                         |
| -------------- | ------ | -------------------- | ----------------------- | ------------------------------------------------------------------------------------------------ | ------------------------ | ---------------------------- |
| UTC-12         | Y      | Yankee               | 00:00                   |                                                                                                  | Île Baker et Île Howland | États-Unis                   |
| UTC-11         | X      | X-Ray                | 01:00                   | Pago Pago                                                                                        | Samoa américaines        | États-Unis                   |
| UTC-10         | W      | Whisky               | 02:00                   | Honolulu                                                                                         | Hawaii                   | États-Unis                   |
| UTC-9:30       | V†     |                      | 02:30                   | Nuku Hiva                                                                                        | Îles Marquises           | France (Polynésie française) |
| UTC-9          | V      | Victor               | 03:00                   | Anchorage                                                                                        | Alaska                   | États-Unis                   |
| UTC-8          | U      | Uniform              | 04:00                   | Los Angeles                                                                                      | Californie               | États-Unis                   |
| UTC-7          | T      | Tango                | 05:00                   | Calgary                                                                                          | Alberta                  | Canada                       |
| UTC-6          | S      | Sierra               | 06:00                   | Mexico                                                                                           |                          | Mexique                      |
| UTC-5          | R      | Romeo                | 07:00                   | New York                                                                                         | État de New York         | États-Unis                   |
| UTC-4          | Q      | Québec               | 08:00                   | Santiago du Chili                                                                                |                          | Chili                        |
| UTC-3:30       | P†     |                      | 08:30                   | Saint-Jean                                                                                       | Terre-Neuve              | Canada                       |
| UTC-3          | P      | Papa                 | 09:00                   | São Paulo                                                                                        |                          | Brésil                       |
| UTC-2          | O      | Oscar                | 10:00                   | Fernando de Noronha                                                                              |                          | Brésil                       |
| UTC-1          | N      | November             | 11:00                   | Praia                                                                                            |                          | Cap-Vert                     |
| UTC            | Z      | Zoulou               | 12:00                   | Londres                                                                                          |                          | Royaume-Uni                  |
| UTC+1          | A      | Alpha                | 13:00                   | Paris                                                                                            |                          | France                       |
| UTC+2          | B      | Bravo                | 14:00                   | Le Caire                                                                                         |                          | Égypte                       |
| UTC+3          | C      | Charlie              | 15:00                   | Moscou                                                                                           |                          | Russie                       |
| UTC+3:30       | C†     |                      | 15:30                   | Téhéran                                                                                          |                          | Iran                         |
| UTC+4          | D      | Delta                | 16:00                   | Dubaï                                                                                            |                          | Émirats arabes unis          |
| UTC+4:30       | D†     |                      | 16:30                   | Kaboul                                                                                           |                          | Afghanistan                  |
| UTC+5          | E      | Echo                 | 17:00                   | Karachi                                                                                          |                          | Pakistan                     |
| UTC+5:30       | E†     |                      | 17:30                   | Bombay                                                                                           |                          | Inde                         |
| UTC+5:45       | E‡     |                      | 17:45                   | Kathmandu                                                                                        |                          | Népal                        |
| UTC+6          | F      | Foxtrot              | 18:00                   | Dhaka                                                                                            |                          | Bangladesh                   |
| UTC+6:30       | F†     |                      | 18:30                   | Rangoon                                                                                          |                          | Birmanie                     |
| UTC+7          | G      | Golf                 | 19:00                   | Jakarta                                                                                          |                          | Indonésie                    |
| UTC+8          | H      | Hôtel                | 20:00                   | Hong Kong                                                                                        |                          | Chine                        |
| UTC+8:30       | H†     |                      | 20:30                   | Pyongyang                                                                                        |                          | Corée du Nord                |
| UTC+8:45       | H‡     |                      | 20:45                   | De Caiguna à la frontière Australie-Occidentale-Australie-Méridionale(le long de l'Eyre Highway) | Plaine de Nullarbor      | Australie                    |
| UTC+9          | I      | India                | 21:00                   | Tokyo                                                                                            |                          | Japon                        |
| UTC+9:30       | I†     |                      | 21:30                   | Adélaïde                                                                                         | Australie-Méridionale    | Australie                    |
| UTC+10         | K      | Kilo (et pas Juliet) | 22:00                   | Sydney                                                                                           | Nouvelle-Galles du Sud   | Australie                    |
| UTC+10:30      | K†     |                      | 22:30                   |                                                                                                  | Île Lord Howe            | Australie                    |
| UTC+11         | L      | Lima                 | 23:00                   | Nouméa                                                                                           | Nouvelle-Calédonie       | France                       |
| UTC+11:30      | L†     |                      | 23:30                   | Kingston (Norfolk)                                                                               | Île Norfolk              | Australie                    |
| UTC+12         | M      | Mike                 | 00:00 (le jour suivant) | Auckland                                                                                         |                          | Nouvelle-Zélande             |
| UTC+12:45      | M‡     |                      | 00:45 (le jour suivant) | Waitangi                                                                                         | Îles Chatham             | Nouvelle-Zélande             |
| UTC+13         | M†     |                      | 01:00 (le jour suivant) | Nuku'alofa                                                                                       |                          | Tonga                        |
| UTC+14         | M†     |                      | 02:00 (le jour suivant) | Atafu                                                                                            | Tokelau                  | Nouvelle-Zélande             |

## Régions polaires
Les stations scientifiques dans l'Arctique et en Antarctique utilisent généralement le fuseau horaire de leurs bases de ravitaillement. Ainsi, la station Amundsen-Scott, située au Pôle Sud, utilise le fuseau horaire de la Nouvelle-Zélande UTC +12 pendant l'hiver austral, UTC +13 pendant l'été austral : cette station respecte donc l'heure d'été, avançant ou reculant l'horaire en pleine nuit antarctique.
Les zones qui ne possèdent pas d'installation scientifique n'ont pas de fuseau horaire officiel. Près du pôle Nord, il est possible d'utiliser le fuseau horaire UTC±0 par convention.

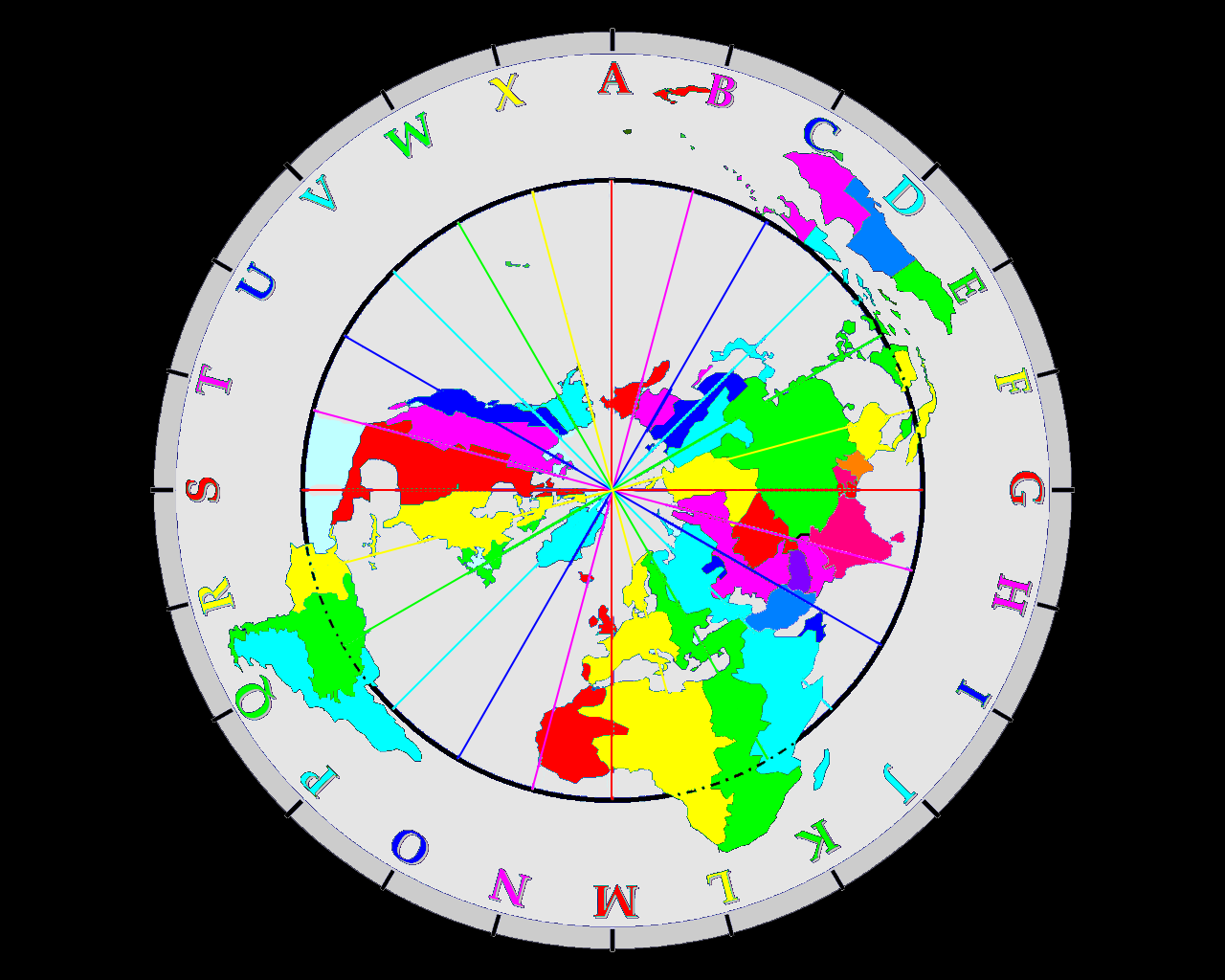
Découpage de la région arctique suivant les fuseaux horaires.
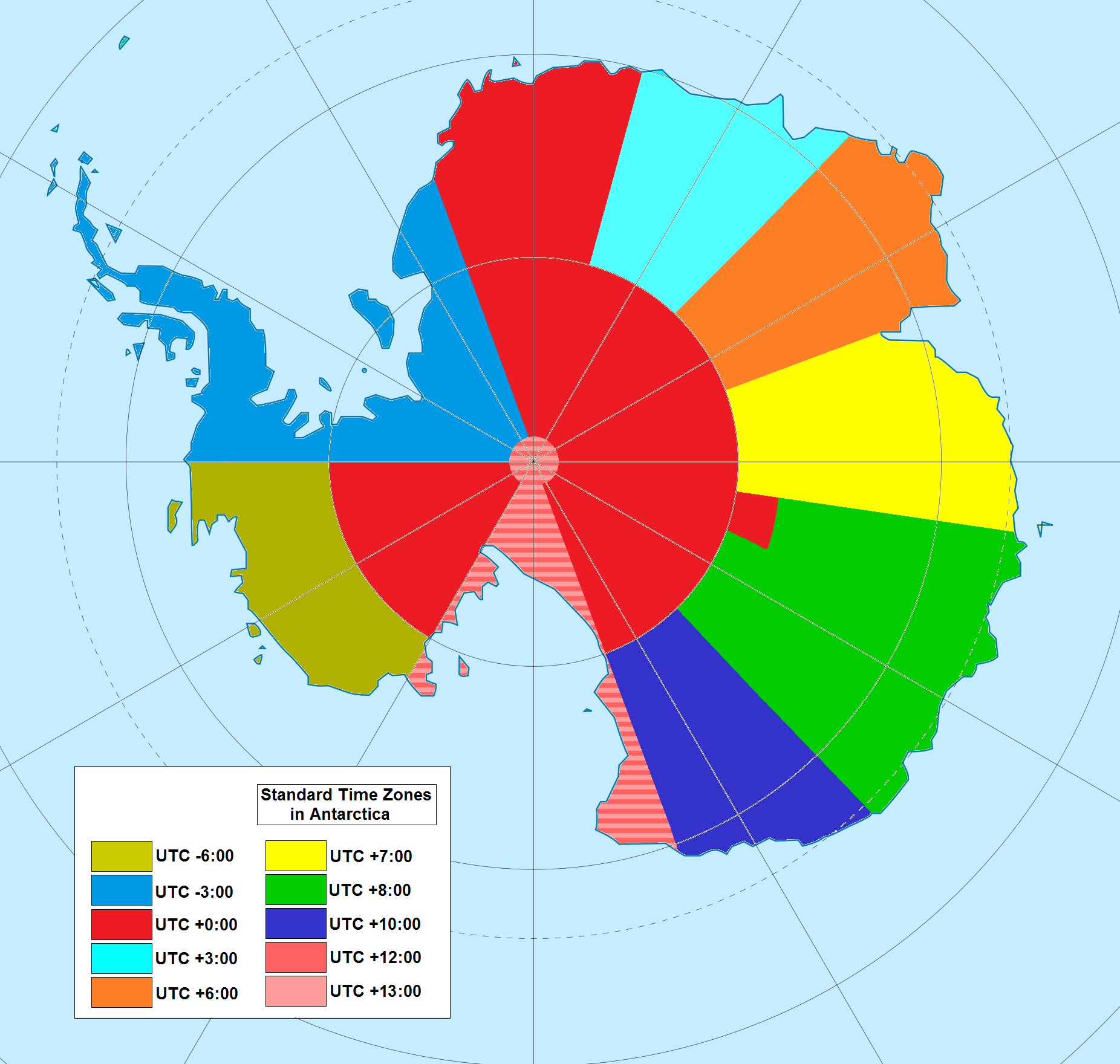
Découpage de l'Antarctique suivant les fuseaux horaires.

## Eaux internationales
Les bateaux naviguant dans les eaux internationales observent généralement des changements d'heure entiers au passage des méridiens qui limitent les fuseaux horaires tels qu'ils étaient définis à l'origine. Il n'y a pas cependant de convention fixe en la matière, les navires utilisant ce qui leur semble le plus pratique.

## Modifications
Certaines zones du globe ont adopté des fuseaux horaires différents au cours de l'histoire. Les raisons peuvent être diverses, par exemple :
- Se rapprocher d'un décalage entier avec son UTC (ou GMT lorsque celui-ci était la référence) : c'est le cas de la Malaisie en 1905, qui passa de GMT+6:46:48 à GMT+7.
- L'occupation militaire d'un pays par un autre : la France passa de GMT+0 à GMT+1 et les Pays-Bas de GMT+0:20 à GMT+1 en 1940 à la suite de l'invasion allemande, la Malaisie de GMT+7:30 à GMT+9 à la suite de l'invasion japonaise en 1942.
- Obtenir une heure légale plus uniforme sur tout un pays. En 1949, les zones occidentales de la Chine passèrent de GMT+6 à GMT+8 afin d'obtenir la même heure dans tout le pays. À la fin de 1994, les parties orientales des Kiribati sautèrent d'UTC-11 et UTC-10 à UTC+13 et UTC+14, afin d'éviter que le pays ne soit traversé par la ligne de changement de date.
- Des ajustements ponctuels, le plus souvent en rapport avec l'heure solaire (Kirghizstan de UTC+5 à UTC+6 en 2005, Géorgie de UTC+4 à UTC+3 en 2004, etc.).
- La Russie a supprimé deux fuseaux horaires à l'occasion du changement d'heure en mars 2010 afin de rapprocher l'Est du pays des horaires de la capitale occidentale. La Russie est alors passée de 11 fuseaux horaires à 9[7].
- Les îles Samoa passent de l'autre côté de la ligne de changement de date le 31 décembre 2011, pour des raisons commerciales : passer de plus de vingt heures de décalage horaire à trois heures avec l'Australie, leur principal partenaire commercial.